# Zjenja, Zjenetjka i Katjusja
Zjenja, Zjenetjka i Katjusja (russisk: Женя, Женечка и «Катюша») er en sovjetisk spillefilm fra 1967 af Vladimir Motyl.

## Medvirkende
- Oleg Dahl - Jevgenij Kolysjkin
- Galina Figlovskaja - Jevgenija Zemljanikina
- Mikhail Koksjenov - Zahar Kosykh
- Pavel Morozenko - Aleksej Zyrjanov
- Georgij Sjtil - Romadin